# Organizacja wojenna polskiego pociągu pancernego w 1939
Organizacja wojenna polskiego pociągu pancernego w 1939 – etat wojenny pociągu pancernego Wojska Polskiego w kampanii wrześniowej 1939.
Pociąg pancerny na stopie wojennej składał się z pociągu bojowego z załogą oraz pociągu gospodarczego. Skład załogi każdego zestawu pociągu pancernego (bojowego i gospodarczego) był podobny. Etatem objęte były: poczet dowódcy, w tym sekcja łączności, sekcja ruchu i patrole (3 oficerów, 15 podoficerów i 22 żołnierzy), dwa plutony ogniowe (l oficer, 5 podoficerów i 21 żołnierzy w każdym), pluton wypadowy (oficer, 7 podoficerów i 24 szeregowców), pluton pancernych drezyn torowo-terenowych w dwóch zespołach (czołg Renault FT-17, dwie tankietki TK lub TKS, czasem w ich miejsce dwie drezyny typu Tatra oraz jeden czołg-tankietka w rezerwie obsługiwane przez oficera, 6 podoficerów i 10 szeregowców w każdym zespole), a także pluton techniczno-gospodarczy, w tym saperzy (dowódca, 21 podoficerów i 26 żołnierzy).
Pozycje:
- poczet dowódcy
- sekcja łączności
- sekcja ruchu
- patrol radiotelegraficzny
- patrol telefoniczny
- patrol łączności z lotnictwem
- patrol sanitarny

Razem 3 oficerów, 15 podoficerów, 22 szeregowców.
- 1 pluton ogniowy
  - działon artylerii
  - działon artylerii
  - obsługa broni maszynowej
- 2 pluton ogniowy
  - działon artylerii
  - działon artylerii
  - obsługa broni maszynowej

Razem w plutonach ogniowych: 2 oficerów, 10 podoficerów i 42 szeregowców.
- pluton wypadowy
  - drużyna strzelecka
  - patrol drogowo-minerski
  - obsługa broni maszynowej (2 rkm-y)

Razem 1 oficer, 7 podoficerów, 24 szeregowców.
- pluton pancernych drezyn torowo-terenowych
  - 1 zespół: czołg Renault R-17 i 3 czołgi TK, w tym jeden rezerwowy
  - 2 zespół: czołg Renault R-17 i 3 czołgi TK, w tym jeden rezerwowy

Razem 1 oficer, 6 podoficerów i 10 szeregowców. W tzw. lekkich pociągach nie było zespołu czołgów, a tylko 2 drezyny torowe.
- pluton techniczno-gospodarczy
  - drużyna techniczna
  - drużyna warsztatowa
  - drużyna gospodarcza

Razem 1 oficer, 21 podoficerów i 26 szeregowców.
Skład pociągu bojowego stanowił:
- opancerzony parowóz serii Ti3 z tendrem serii 12.C.1
- 1 wagon bojowy
- 2 wagon bojowy
- wagon wypadowy
- 2 platformy

Skład pociągu gospodarczego stanowił:
- nieopancerzony parowóz
- 2 trzyosiowe wagony mieszkalne dla oficerów
- 2 wagony towarowe dla podoficerów
- 8 wagonów towarowych dla szeregowców
- 2 wagony towarowe z amunicją
- magazyn materiałów pędnych
- magazyn techniczny
- magazyn umundurowania i broni
- cysterna na wodę
- węglarka
- warsztat mechaniczny
- kancelaria
- kuchnia
- izba chorych
- 5 platform, w tym 3 na sprzęt motorowy (3 samochody ciężarowe i 4 motocykle)

Poza pociągami pancernymi i gospodarczymi istniały także pociągi szkolne i ewakuacyjne. Pociąg szkolny miał gorsze wyposażenie, a pociągi ewakuacyjne uzbrojone były tylko w kilka karabinów maszynowych (bez broni ciężkiej), będąc zwykłymi nie opancerzonymi składami towarowo-osobowymi posiadającymi na swym stanie jedynie tabor samochodowo-motocyklowy.